# The Challenge: Cálculo Final
The Challenge: Cálculo Final es la trigésima segunda temporada del programa de competencia de MTV The Challenge. Esta temporada presenta a exparticipantes de The Real World, Road Rules, The Challenge, Are You the One?, Big Brother Estados Unidos, además de los programa británicos Ex on the Beach Reino Unido y Geordie Shore, compitiendo por primera vez junto a exparticipantes de Bad Girls Club y Vanderpump Rules que aparecieron en la versión estadounidense de Ex on the Beach. La temporada se estrenó el 10 de julio de 2018 en MTV.

## Elenco
| Participantes Masculinos    | Show original                    | Resultado      |
| --------------------------- | -------------------------------- | -------------- |
| Hunter Barfield             | Are You the One? 3               | Ganador        |
| Joss Mooney                 | Ex on the Beach Reino Unido      | Segundo Puesto |
| Paulie Calafiore            | Big Brother Estados Unidos 18    | Tercer Puesto  |
| Johnny "Bananas" Devenanzio | The Real World: Key West         | Episodio 19    |
| Tony Raines                 | Real World: Skeletons            | Episodio 19    |
| Nelson Thomas               | Are You the One? 3               | Episodio 17    |
| Shane Landrum               | Road Rules: Campus Crawl         | Episodio 17    |
| Cory Wharton                | Real World: Ex-Plosion           | Episodio 16    |
| Devin Walker-Molaghan       | Are You the One? 3               | Episodio 16    |
| Jozea Flores                | Big Brother Estados Unidos 18    | Episodio 13    |
| Zach Nichols                | The Real World: San Diego (2011) | Episodio 13    |
| Brad Fiorenza               | The Real World: San Diego (2004) | Episodio 11/12 |
| Kyle Christie               | Geordie Shore                    | Episodio 11/12 |
| Derrick Henry               | Are You the One? 5               | Episodio 6/7   |
| Chris "CT" Tamburello       | The Real World: Paris            | Episodio 5     |
| Chuck Mowery                | Are You the One? 3               | Episodio 1     |

| Participantes Femeninos | Show original                      | Resultado      |
| ----------------------- | ---------------------------------- | -------------- |
| Ashley Mitchell         | Real World: Ex-Plosion             | Ganadora       |
| Sylvia Elsrode          | Real World: Skeletons              | Segundo Puesto |
| Natalie Negrotti        | Big Brother Estados Unidos 18      | Tercer puesto  |
| Cara María Sorbello     | The Challenge: Carne Fresca II     | Cuarto puesto  |
| Marie Roda              | The Real World: St. Thomas         | Cuarto puesto  |
| Kam Williams            | Are You the One? 5                 | Episodio 18    |
| Kayleigh Morris         | Ex on the Beach Reino Unido 2      | Episodio 18    |
| Da'Vonne Rogers         | Big Brother Estados Unidos 17      | Episodio 13    |
| Amanda García           | Are You the One? 3                 | Episodio 13    |
| Ángela Babicz           | Bad Girls Club: Twisted Sisters    | Episodio 8/9   |
| Faith Stowers           | Vanderpump Rules                   | Episodio 8/9   |
| Tori Deal               | Are You the One? 4                 | Episodio 6/7   |
| Verónica Portillo       | Road Rules: Semester at Sea        | Episodio 5     |
| Kailah Casillas         | Real World: Go Big or Go Home      | Episodio 1/2   |
| Melissa Reeves          | Ex on the Beach Reino Unido 2      | Episodio 1/2   |
| Britni Thornton         | Are You the One? 3                 | Episodio 1     |
| Jemmye Carroll          | The Real World: New Orleans (2010) | Episodio 1     |
| Jenna Compono           | The Real World: Ex-Plosion         | Episodio 1     |

### Equipos
| Pareja 1                    | Pareja 2              | Género             | Equipo             | Resultado      |
| --------------------------- | --------------------- | ------------------ | ------------------ | -------------- |
| Ashley Mitchell             | Hunter Barfield       | Masculino/Femenino | Ashley & Hunter    | Ganadores      |
| Joss Mooney                 | Sylvia Elsrode        | Masculino/Femenino | Joss & Sylvia      | Segundo puesto |
| Natalie Negrotti            | Paulie Calafiore      | Masculino/Femenino | Natalie & Paulie   | Tercer puesto  |
| Cara Maria Sorbello         | Marie Roda            | Femenino           | Cara María & Marie | Cuarto puesto  |
| Johnny "Bananas" Devenanzio | Tony Raines           | Masculino          | Bananas & Tony     | Episodio 19    |
| Kam Williams                | Kayleigh Morris       | Femenino           | Kam & Kayleigh     | Episodio 18    |
| Nelson Thomas               | Shane Landrum         | Masculino          | Nelson & Shane     | Episodio 17    |
| Cory Wharton                | Devin Walker-Molaghan | Masculino          | Cory & Devin       | Episodio 16    |
| Da’Vonne Rogers             | Jozea Flores          | Masculino/Femenino | Da'Vonne & Jozea   | Episodio 13    |
| Amanda Garcia               | Zach Nichols          | Masculino/Femenino | Amanda & Zach      | Episodio 13    |
| Brad Fiorenza               | Kyle Christie         | Masculino          | Brad & Kyle        | Episodio 11/12 |
| Angela Babicz               | Faith Stowers         | Femenino           | Ángela & Faith     | Episodio 7/8   |
| Derrick Henry               | Tori Deal             | Masculino/Femenino | Derrick & Tori     | Episodio 6/7   |
| Chris "CT" Tamburello       | Veronica Portillo     | Masculino/Femenino | CT & Verónica      | Episodio 5     |
| Kailah Casillas             | Kayleigh Morris       | Femenino           | Kailah & Kayleigh  | Episodio 1/2   |
| Kam Williams                | Melissa Reeves        | Femenino           | Kam & Melissa      | Episodio 1/2   |
| Britni Thornton             | Chuck Mowery          | Masculino/Femenino | Britni & Chuck     | Episodio 1     |
| Jemmye Carroll              | Jenna Compono         | Femenino           | Jemmye & Jenna     | Episodio 1     |

## Formato
Los concursantes están compitiendo en parejas con alguien contra quien tienen una venganza (es decir, un rival o ex), a quienes desconocen hasta que sobreviven con éxito el desafío inicial. Los elementos del juego son los siguientes:
- Misiones diarias: en cada ronda, las parejas compiten en un desafío. El equipo ganador es inmune a la eliminación y tiene el "voto de poder" en el voto de juicio.
- Cálculo de votos: después del desafío diario, los equipos tienen que votar en secreto una de las parejas perdedoras para la ronda de eliminación. El "voto de poder" cuenta como dos votos, pero solo se puede emitir en un equipo.
- Rondas de eliminación (Armageddon): en el "Armageddon", los resultados del Cálculo de Votos se revelan a los jugadores. En el caso de una votación empatada, la pareja que tiene el "Voto de poder" tiene el voto de desempate (pero si no pueden llegar a una decisión, se convierten en la pareja nominada). Los equipos que votaron por el equipo nominado también se revelan, y el equipo nominado tiene que llamar a un equipo no inmune que votó por ellos. Los dos equipos se enfrentan en el Armagedón. El par perdedor se elimina, mientras que los ganadores permanecen en el juego.

Al final, los últimos cuatro equipos compiten en el Desafío Final por $ 1,000,000, y el equipo ganador se lo lleva todo. Sin que los concursantes lo sepan hasta el desafío final, la persona que acumula un tiempo más rápido durante los aspectos del desafío final que se cronometran individualmente, tiene la opción de quedarse todo el dinero para sí mismos o compartirlo con su pareja.
Giros
- Casa de Redención: Similar a XXX: Sucios 30 , la "Casa de Redención" les da a los equipos eliminados la oportunidad de reingresar al juego principal. Periódicamente, los equipos participan en un sorteo de doble cruz. El equipo que eligió la tarjeta XX desafiará a otro equipo a un "Desafío de Apocalipsis", mientras que los equipos que no fueron elegidos son eliminados oficialmente del juego y son enviados a casa. El equipo ganador del "Desafío de Apocalipsis" regresa al juego principal, mientras que el equipo perdedor se queda en la "Casa de Redención", esperando a los próximos equipos eliminados..
- Purgas: Algunos desafíos se designan como Purgas, donde el equipo perdedor se elimina inmediatamente, mientras que el equipo ganador obtiene una ventaja para la próxima Misión diaria.
- Mercenarios: para algunas de las rondas de eliminación, las parejas nominadas deben enfrentarse a un equipo de mercenarios: participantes tardíos en el juego que compiten para ganar su lugar en el juego.

## Equipos

### Equipos Masculinos
- Bananas y Tony : Bananas y Tony habían estado juntos en una alianza desde Rivales III. En Vendettas, Tony traicionó a Bananas al votarlo en una eliminación que luego perdió.
- Brad y Kyle : Los dos se conocieron en Vendettas . Aunque nunca estuvieron cerca, Kyle declaró que Brad sería su "mayor venganza" después de usar su granada sobre él, lo que provocó que se enfrentara a un desafío que finalmente perdió.
- Cory y Devin : se metieron por primera vez en un altercado verbal en Rivales III en un bar. Más tarde solidificaron su rivalidad en XXX: Sucios 30 después de que Cory votó a Devin directamente a la Casa de la Redención después de la primera purga, alegando que no se podía confiar en Devin, con Devin confirmando su plan de apuñalar a Cory en el juego.
- Nelson y Shane : Nelson y Shane tienen una larga historia de choques de cabezas, que se remontan a su primer desafío juntos en Invasión de los Campeones. Nelson finalmente eliminó a Shane en el baño de sangre de los perdedores, y Shane lo acusó de engañar a su amigo Cory en la eliminación, lo que causó que Cory y Nelson casi se metieran en un altercado físico.

### Equipos Masculino/Femenino
- Amanda y Zach : los principales problemas del equipo provienen de que Amanda creó rumores sobre la novia de Zach, Jenna, que se relacionó con Bruno en Invasión de los Campeones antes de que Zach llegara, creando tensión entre Zach y Jenna, quienes estaban en proceso de reavivar su relación.
- Ashley y Hunter : Ashley y Hunter tuvieron una aventura romántica en Invasión de los Campeones. Después de terminar las cosas, hubo hostilidad, donde Ashley afirmó que estaba usando Hunter para avanzar en el juego, y Hunter llamó a Ashley desechable.
- Britni y Chuck : Britni y Chuck salieron después de su Are You The One? 3, pero se separaron antes de Vendettas, donde Britni comenzó a salir con Brad.
- CT y Veronica : En XXX: Sucios 30, antes de votar a Verónica para eliminarla, CT afirmó que era débil y que nadie la querría en su equipo. Verónica ganó su eliminación e irónicamente aseguraría a su equipo la victoria en el próximo desafío y envió a CT directamente a la Casa de Redención.
- Da'Vonne y Jozea : Da'Vonne orquestó el desalojo de Jozea en Big Brother Estados Unidos 18 , alegando que se estaba protegiendo al desalojarlo.
- Derrick y Tori : Derrick y Tori estaban saliendo en XXX: Sucios 30 después de conectarse en Are You the One: Segundas oportunidades. Después de que Derrick fue eliminado al principio del juego, Tori lo engañó con Jordan Wiseley durante el resto del espectáculo. Tori también afirmó que Derrick pirateó su teléfono en la reunión de Dirty 30, un reclamo que Derrick negó.
- Joss y Sylvia : En Vendettas , Joss y Sylvia fueron inicialmente amigables, pero Joss quemó la amistad con Sylvia cuando él y Brad decidieron votarla para eliminarlos para salvarse. Un arrepentido Joss trató de razonar con Sylvia que era puramente un movimiento de juego, y Sylvia arremetió, no queriendo escuchar su explicación.
- Natalie y Paulie : Natalie y Paulie se enfrentaron durante Big Brother Estados Unidos 18, entablando una acalorada discusión en la que Paulie le dijo infamemente a Natalie: "Eres tan falso como esas cosas en tu pecho". Natalie se había reunido con éxito en la casa para desalojar a Zakiyah Everette, el interés romántico de Paulie, en un desalojo a ciegas y efectivamente volviendo a todos contra Paulie, después de lo cual fue desalojado la semana siguiente.

### Equipos Femeninos
- Angela y Faith : en la primera temporada de la versión estadounidense de Ex on the Beach, Ángela y Faith chocaron cuando Faith salió a una cita con el interés amoroso de Ángela,  Tor'i, y cuando Faith decidió votar en contra de Ángela, que estaba tratando de desalojar a su ex, Derrick, de la casa.
- Cara Maria y Marie : Cara María y Marie tienen una larga historia de declarar su conflicto y desconfianza mutua, derivadas de XXX: Sucios 30.
- Jenna y Jemmye : Después de que Jenna inicialmente salvó a Jemmye de la purga en XXX: Sucios 30, Jemmye tiró de la doble cruz y traicionó a Jenna, enviándola a la eliminación contra su mejor amiga Kailah.
- Kailah y Kayleigh : Después de que se descubrió que Kayleigh había besado a Bananas a principios de la temporada en Vendettas, Kailah, junto con Jemmye y Britni, arrojó la cama y la maleta de Kayleigh sobre un balcón para desalojarla de la habitación donde se alojaba Natalie. Kayleigh luego abandonó el juego después de sentirse intimidada por las chicas.
- Kam y Melissa : En Vendettas , Kam y Melissa tuvieron una acalorada discusión que casi se volvió física después de que Kam ebria intentara contarle a Melissa sobre su reputación en la casa. Después de ser eliminada, Melissa regresó para el desafío final como mercenaria y le otorgó a Kam un castigo con una granada que finalmente le costó un lugar en la Final y perdió toda su cuenta bancaria.
- Kam y Kayleigh : Kam y Kayleigh no se conectaron en Vendettas y en gran medida evitaron conocerse.

## Desafíos

### Desafíos diarios
- Desafío de apertura: La mitad del elenco está enterrado bajo tierra en ataúdes en un cementerio, y sus compañeros tienen que desenterrarlos. Los socios que están en la superficie tienen que usar walkie-talkies y las voces de sus compañeros subterráneos están disfrazadas, por lo que el compañero de excavación no está seguro de quién es su compañero hasta que no lo entierren. El compañero de equipo enterrado debe indicar a su compañero de equipo dónde se encuentran en el cementerio. Los dos últimos equipos que cavan a su compañero se eliminan automáticamente, mientras que el equipo ganador tiene que eliminar un equipo adicional.
  - Ganadores: Amanda y Zach
  - Enviado a Redención: Britni y Chuck , Jemmye y Jenna, y Da'Vonne y Jozea
- Destrozarte: los equipos de los competidores se dividen en dos roles: uno es Pusher y el otro Swinger. Los concursantes están enganchados sobre una plataforma circular suspendida en el aire. El Empujador debe empujar al Swinger fuera de la plataforma para que puedan recoger los anillos que cuelgan en el medio de la plataforma, que luego deben devolver al Empujador. El equipo que recoge la mayor cantidad de anillos en el menor tiempo gana.
  - Ganadores: Brad y Kyle
- Cebo para tiburones: este es un desafío de purga donde se cuelgan grandes réplicas de filetes con presas para escalar y cuerdas sobre el agua a unos 13 metros. Los equipos deben saltar de la plataforma a los filetes, y de los filetes a las cuerdas, alternando hasta que lleguen al otro lado de la plataforma. Si uno de los compañeros de equipo cae, ambos son descalificados y su puntaje solo cuenta qué tan lejos llegaron. El equipo que lleva a ambos miembros al otro lado gana más rápido, y el equipo que cae más pronto se envía directamente a Redención.
  - Ganadores: Brad y Kyle
  - Enviado a Redención: CT y Veronica
- Fuera de los carriles: los equipos deben ir en rondas y terminar una carrera de obstáculos en la parte superior de un tren en movimiento. Primero, deben cruzar la viga de equilibrio, usándose entre sí para equilibrarse y caminar a través de la viga única. A continuación, deben cruzar la cuerda floja cada uno mientras se balancean entre sí, utilizando líneas de vida para agarrarse también. Si un compañero de equipo cae, ambos pierden. El equipo para completar con éxito la carrera de obstáculos gana más rápido.
  - Ganadores: Amanda y Zach
- Profundizar: los equipos emparejados se separan en dos grandes grupos al azar. Los dos grupos se colocan en los pozos de la mina y deben resolver 3 acertijos antes de poder excavar y correr hacia la línea de meta. El primer equipo emparejado en terminar dentro del equipo grande que termina primero, gana.
  - Ganadores: Kam y Kayleigh
- No me presiones: los equipos emparejados están separados en dos grandes equipos y deben jugar un juego de rugby. Las chicas solo pueden llevar chicas y los chicos solo pueden enfrentarse a los chicos del equipo contrario. Los jugadores deben recuperar la pelota de la zona final de sus oponentes y luchar en una carrera de obstáculos para devolverla a su propia zona final y anotar un punto. El primer equipo en anotar dos puntos gana, y luego seleccionan el par dentro del equipo que era el MVP.
  - Ganadores: Amanda y Zach
- Mojar para cenas: este desafío se juega en dos fases. La primera fase, un miembro del equipo debe ser sumergido en el agua por una grúa con los brazos atados, mientras que el otro jugador controla la grúa. Los jugadores deben mover los discos de un círculo a otro en un período de tiempo asignado. El número de discos transferidos corresponde al número de platos que el equipo puede comer. En la segunda fase, el jugador que controlaba la grúa ahora debe comer tantos platos como sea posible. El equipo que come más platos en 15 minutos gana, mientras que el equipo que come menos es purgado directamente a Redención.
  - Ganadores: Ashley y Hunter
  - Enviado a la redención: Kam y Kayleigh
- Puente aereo: los equipos se elevan hacia el cielo a través de una grúa gigante. Hay un puente parcialmente completado que deben completar y arrastrarse pasando la cuerda de lado a lado y atando nudos. El equipo para completar su puente y llegar al otro lado gana más rápido.
  - Ganadores: Bananas y Tony
- Enjaulado: un jugador estará dentro de una jaula y el otro en el exterior. Cuando TJ dice ir, los jugadores que están fuera de la jaula deben correr hacia una línea de árboles, recoger una herramienta y cortar ramas. Los jugadores traerán las ramas hacia atrás y las arrojarán dentro de la jaula. La persona dentro de la jaula debe usar una cuerda y las ramas para hacer un poste improvisado lo suficientemente alto como para alcanzar las llaves de la jaula. Una vez desbloqueados, los equipos deben correr por un campo y resolver un rompecabezas. El primer equipo que resuelve el rompecabezas gana. El último lugar del equipo tendrá una desventaja significativa.
  - Ganadores: Amanda y Zach
- Lo que sube, debe bajar: los equipos deben subir los tramos de escaleras hasta el techo de una torre de 200 pies. En la parte superior, un miembro será suspendido en el costado de la torre y mirará la clave de respuestas a un rompecabezas. Deben comunicar a su compañero cómo armar el rompecabezas. Una vez que el rompecabezas se ha ensamblado correctamente, ambos jugadores deben repeler la torre hacia el suelo. El equipo con el mejor tiempo gana.
  - Ganadores: Bananas y Tony
- Lista de resultados: los equipos comienzan en el borde de una tabla suspendida sobre el agua. Uno a la vez, a los equipos se les hará una pregunta de trivia sobre la trilogía The Challenge. Si responden correctamente, pueden asignar un golpe a otro equipo mientras que responder incorrectamente les gana a su propio equipo un golpe. Una vez que un equipo gana tres golpes, un ariete los arrojará al agua. El último equipo restante gana.
  - Ganadores: Natalie y Paulie
- Las cabezas rodarán: los equipos comienzan en plataformas opuestas sobre el suelo. Entre las dos plataformas hay un registro giratorio que los jugadores deben atropellar mientras llevan una bandera para transferir la bandera a su compañero de equipo. El equipo con más banderas transferidas gana, mientras que el equipo que transfiere menos banderas es purgado directamente a Redemption. En el caso de que varios equipos no puedan recolectar banderas, el equipo perdedor se determina en función de la distancia recorrida por el registro.
  - Ganadores: Natalie y Paulie
  - Enviado a la redención: Nelson y Shane
- Trueno rodante: cada equipo tiene una roca gigante que deben rodar hasta la línea de meta. A mitad del curso, hay una zanja donde los equipos tienen dos rutas para elegir. El primer equipo en llegar a la línea de meta gana, mientras que el último equipo en llegar a la línea de meta es eliminado.
  - Ganadores: Joss y Sylvia
  - Eliminado: Kam y Kayleigh
- Dolorosamente incorrecto: todos los equipos comienzan al comienzo de cinco zonas, entre cada zona hay una cortina de cobre de 7000 voltios. Uno a la vez, a los equipos se les hará una pregunta de trivia. Si responden correctamente, pueden obligar a otro equipo a avanzar a través de la cortina de cobre a la siguiente zona. Una vez que un equipo alcanza la quinta y última zona, está fuera del desafío. El último equipo restante gana.
  - Ganadores: Joss y Sylvia

### Juegos del Armageddon
- Piensa fuera de la caja: un compañero de equipo está atado al centro de la arena y unido a una banda de resistencia mientras que el otro está dentro de una jaula con un agujero en el techo. El compañero de equipo atado debe correr y recuperar piezas de rompecabezas grandes que se unen para formar un cubo y dárselas a su compañero de equipo en la jaula. El compañero de equipo en la jaula debe armar el rompecabezas para poder salir de la jaula. El primer equipo que logra que su compañero escape con éxito de la jaula gana.
  - Jugado por: Natalie y Paulie contra Kam y Kayleigh
- Incremento: cada equipo comienza en rampas separadas. Cada jugador debe correr por la rampa de sus oponentes para recoger una sola bola. Una vez que recogen una pelota, deben volver corriendo a la parte superior de su rampa y depositar la pelota en un tubo cilíndrico. El primer equipo en recoger 7 bolas ganará, mientras que el otro equipo será enviado a Redemption.
  - Jugado por: Derrick y Tori contra Joss y Sylvia
- Sin holgura: los equipos se unirán en una caja, separados por tres paredes cada uno. Cada jugador debe atravesar un agujero de yeso en cada pared hasta que ambos jugadores puedan escapar a través de las seis paredes. El primer equipo en atravesar las seis paredes y escapar de la caja gana.
  - Jugado por: Angela y Faith vs. Ashley y Hunter
- Think Tank: similar a "Tortura de agua" de Batalla de las Temporadas (2012), un jugador colgará de un sistema de cuerda por los tobillos sobre un tanque de agua donde se encuentra una llave de rompecabezas en la parte inferior. El otro jugador subirá una escalera para darle a su compañero la holgura suficiente para sumergirse bajo el agua y leer la clave del rompecabezas que luego transmitirá al escalador para resolver un rompecabezas complicado. El primer equipo en completar el rompecabezas gana. Si ninguno de los equipos puede completar el rompecabezas en el tiempo asignado, el equipo que tenga las respuestas más correctas ganaría.
  - Jugado por: Da'Vonne y Jozea contra Kam y Kayleigh
- Pisar ligeramente: los jugadores tienen que equilibrar una pelota entre dos palos, luego correr por un escenario con dos cintas de correr en direcciones opuestas y depositar su pelota en un contenedor. El primer equipo en depositar diez bolas en su contenedor gana.
  - Jugado por: Nelson y Shane vs. Brad y Kyle
- Quitárselo de encima: Ambos equipos deben sacudirse los medallones que cuelgan de una cuerda saltando de una plataforma, agarrando la cuerda y soltándola para que se sacuda hasta que todos los medallones se quiten. El primer equipo en sacudirse los nueve medallones de su cuerda gana.
  - Jugado por: Amanda y Zach vs. Cory y Devin, Da'Vonne y Jozea vs. Cory y Devin
- Encuentrame a mitad de camino: ambos jugadores de cada equipo comenzarán en los extremos opuestos de un laberinto. Llevando una llave a una cerradura, cada jugador debe atravesar paredes secas en el laberinto hasta llegar al centro donde deben desbloquear una caja, recuperar el contenido y tocar el timbre del equipo más cercano. El primer equipo en tocar su campana con el contenido de su caja gana.
  - Jugado por: Cara Maria y Marie vs.Nelson y Shane
- No me tropieces: un miembro del equipo debe sumergirse debajo de un tanque de agua para desatar fichas para que ambos miembros del equipo puedan construir un castillo de naipes en una plataforma flotante a un marcador designado. El primer equipo en construir su torre gana.
  - Jugado por: Bananas & Tony vs. Joss & Sylvia
- Leche y galletas: un miembro del equipo se pararía en una percha, ambos brazos sobre su cabeza con las muñecas atadas a un cubo de leche mursik . El otro miembro del equipo estaría comiendo galletas y leche Mursik. Si el jugador en la percha se cae, su compañero debe dejar de comer galletas. Si ambos miembros del equipo comen terminan sus galletas y leche, la eliminación se reduce a los jugadores encaramados en una batalla de resistencia. El primer equipo que coma la mayor cantidad de galletas o permanezca en la percha por más tiempo, gana.
  - Jugado por: Bananas & Tony vs. Natalie & Paulie

### Juegos de Apocalipsis (Redención)
- Bolas al muro: Similar a la eliminación del mismo nombre en XXX: Dirty 30 , los jugadores se colocan en jaulas separadas con un martillo de lodo para cada compañero que sobresale de las paredes. Cada compañero de equipo debe romper el mazo a través de la pared antes de proceder a romper un bloque de hielo que bloquea su escape. El primer equipo en escapar con éxito de la jaula al romper el hielo gana.
  - Eliminada: Britni y Chuck y Jemmye y Jenna
  - Jugado por: Da'Vonne y Jozea vs. Natalie y Paulie
- Planificadores de pirámides: un equipo intentará resolver dos rompecabezas del mismo color en una pirámide giratoria en menos de tres minutos. Después de tres minutos, el próximo equipo intentará resolver su rompecabezas respectivo. El primer equipo en terminar ambos acertijos primero ganará. Si el primer equipo completa su rompecabezas, el segundo equipo tiene un tiempo limitado para completar su rompecabezas o pierden.
  - Eliminados: Angela y Faith, Derrick y Tori y CT y Veronica
  - Jugado por: Da'Vonne y Jozea vs. Natalie y Paulie
- Ese es el boleto: un jugador estará estacionado en una esfera gigante llena de bolas numeradas y multicolores. Su objetivo es recoger los cinco números de su equipo mientras el compañero del equipo contrario gira una manivela que hace girar la rueda. Quien deposite las cinco bolas correctas primero gana.
  - Eliminado: Da'Vonne y Jozea
  - Jugado por: Cara Maria y Marie vs. Kam y Kayleigh, Brad y Kyle vs. Natalie y Paulie
- Te tengo atado: hay una pared de escalada gigante y a ambos lados de la pared hay paredes de equipo. Detrás de las paredes del equipo, hay clavijas numeradas. Una persona trepará la pared y la otra distribuirá las clavijas. Las clavijas en la pared deben ser iguales a 32 en el extremo y 16 clavijas en la pared. Las clavijas azules son suma y las clavijas rojas son resta. Una vez que un jugador piensa que las sumas equivalen a 32, el jugador debe escalar la pared y hacer sonar una campana. El primer equipo que tenga la respuesta correcta gana.
  - Jugado por: Brad y Kyle vs. Kam y Kayleigh
- Rey del anillo: Ambos equipos comenzarán en un extremo de un ariete. Cuando TJ dice ir, los equipos deben empujar, tirar o arrastrar al otro equipo para sacarlos del ring. El primer equipo que obtenga 3 puntos gana.
  - Jugado por: Bananas & Tony vs. Nelson & Shane

### Desafío Final
Antes del desafío final, TJ Lavin anunció que el mejor jugador del equipo ganador tomaría la decisión final de quedarse con el millón de dólares o dividir el dinero con su compañero. Cada equipo también recibe una granada que pueden usar contra otro equipo, lo que les proporciona una desventaja durante cualquier punto de control durante la final. La final comienza con los jugadores saliendo de un helicóptero, bajando una escalera al suelo. Los jugadores deben completar una serie de puntos de control cronometrados antes de que finalmente se revelen los resultados.
Puntos de control
- Carrera de venganza: los jugadores completan una carrera de 4 kilómetros por un camino plano.
- Soporte final: los pares se paran juntos en la parte superior de una torre con un punto de apoyo estrecho. El primer, segundo y tercer equipo en caerse recibirán una penalización de tiempo de diez, cinco y dos minutos y medio, respectivamente, agregada al tiempo total de su pareja. El último equipo en caer no recibe penalización por tiempo.
  - Granada: Ambos miembros deben usar chalecos pesados mientras completan el punto de control. (No utilizado)
- Desayuno de campeones: los pares deben comer 32 platos de comida que contengan manjares de países visitados durante la trilogía Challenge. El primer equipo en comer los 32 platos ganará el punto de control y se detendrá su tiempo. Cada plato restante no consumido de los otros tres equipos contará como una penalización de un minuto para ese equipo.
  - Granada: Ambos miembros deben tomar un "Batido de pescado Amasi" antes de continuar con el puesto de control. (Usado por Ashley y Hunter en Joss y Sylvia)
- Savana Sprint: los jugadores completan una carrera de tres kilómetros a través de la jungla hasta las cuevas de Sudwala .
  - Granada: los pares reciben una penalización de tiempo de diez minutos añadida a su tiempo total. (Usado por Joss y Sylvia en Ashley y Hunter)
- Cálculo final: los jugadores deben caminar sobre las brasas para llegar a la línea de meta.
  - Granada: Ambos miembros del equipo tendrán los tobillos encadenados y bloqueados. Deben desbloquearse encontrando una llave en un llavero con 32 llaves en ella antes de continuar ... (Utilizado por Natalie y Paulie en Joss y Sylvia)

Resultados
- Los Ganadores de The Challenge: Cálculo Final: Ashley y Hunter
  - (Ashley fue la jugadora individual con mejor desempeño entre ella y Hunter. Ella eligió quedarse el premio de $1,000,000 para sí misma, dejando a Hunter sin nada)
- Segundo lugar: Joss y Sylvia
- Tercer lugar: Natalie y Paulie
- Cuarto lugar: Cara Maria y Marie

## Resumen del Juego
| Episodio | Episodio                         | Ganadores        | Ganadores        | Participantes del Armageddon                                                             | Participantes del Armageddon                                                             | Participantes del Armageddon                                                             | Participantes del Armageddon                                                             | Juego del Armegeddon                                                                     | Resultados del Armageddon                                                                | Resultados del Armageddon                                                                | Resultados del Armageddon                                                                | Resultados del Armageddon                                                                |
| #        | Desafío                          | Ganadores        | Ganadores        | Votado                                                                                   | Votado                                                                                   | Elegido                                                                                  | Elegido                                                                                  | Juego del Armegeddon                                                                     | Ganadores                                                                                | Ganadores                                                                                | Perdedores                                                                               | Perdedores                                                                               |
| -------- | -------------------------------- | ---------------- | ---------------- | ---------------------------------------------------------------------------------------- | ---------------------------------------------------------------------------------------- | ---------------------------------------------------------------------------------------- | ---------------------------------------------------------------------------------------- | ---------------------------------------------------------------------------------------- | ---------------------------------------------------------------------------------------- | ---------------------------------------------------------------------------------------- | ---------------------------------------------------------------------------------------- | ---------------------------------------------------------------------------------------- |
| 1        | Desafío de Apertura              |                  | Amanda & Zach    | N/A                                                                                      | N/A                                                                                      | N/A                                                                                      | N/A                                                                                      | N/A                                                                                      | N/A                                                                                      | N/A                                                                                      |                                                                                          | Britni & Chuck                                                                           |
| 1        | Desafío de Apertura              | Jemmye & Jenna   | Amanda & Zach    | N/A                                                                                      | N/A                                                                                      | N/A                                                                                      | N/A                                                                                      | N/A                                                                                      | N/A                                                                                      | N/A                                                                                      |                                                                                          |                                                                                          |
| 1        | Desafío de Apertura              | Da’Vonne & Jozea | Amanda & Zach    | N/A                                                                                      | N/A                                                                                      | N/A                                                                                      | N/A                                                                                      | N/A                                                                                      | N/A                                                                                      | N/A                                                                                      |                                                                                          |                                                                                          |
| 2/3      | Destrozarte                      |                  | Brad & Kyle      |                                                                                          | Natalie & Paulie                                                                         |                                                                                          | Kam & Kayleigh                                                                           | Piensa fuera de la caja                                                                  |                                                                                          | Kam & Kayleigh                                                                           |                                                                                          | Natalie & Paulie                                                                         |
| 5        | Cebo para tiburones              |                  | Brad & Kyle      | N/A                                                                                      | N/A                                                                                      | N/A                                                                                      | N/A                                                                                      | N/A                                                                                      | N/A                                                                                      | N/A                                                                                      |                                                                                          | CT & Verónica                                                                            |
| 6/7      | Fuera de los rieles              |                  | Amanda & Zach    |                                                                                          | Derrick & Tori                                                                           |                                                                                          | Joss & Sylvia                                                                            | Incrementarlo                                                                            |                                                                                          | Joss & Sylvia                                                                            |                                                                                          | Derrick & Tori                                                                           |
| 7/8      | Cavar Profundo                   |                  | Kam & Kayleigh   |                                                                                          | Ángela & Faith                                                                           | N/A                                                                                      | N/A                                                                                      | Sin holgura                                                                              |                                                                                          | Ashley & Hunter                                                                          |                                                                                          | Ángela & Faith                                                                           |
| 8/9      | No me presiones                  |                  | Amanda & Zach    |                                                                                          | Da’Vonne & Jozea                                                                         |                                                                                          | Kam & Kayleigh                                                                           | Think Tank                                                                               |                                                                                          | Kam & Kayleigh                                                                           |                                                                                          | Da’Vonne & Jozea                                                                         |
| 10/11    | Mojado para la cena              |                  | Ashley & Hunter  | N/A                                                                                      | N/A                                                                                      | N/A                                                                                      | N/A                                                                                      | N/A                                                                                      | N/A                                                                                      | N/A                                                                                      |                                                                                          | Kam & Kayleigh                                                                           |
| 11/12    | Puente aéreo                     |                  | Bananas & Tony   |                                                                                          | Nelson & Shane                                                                           |                                                                                          | Brad & Kyle                                                                              | Pisar ligeramnte                                                                         |                                                                                          | Nelson & Shane                                                                           |                                                                                          | Brad & Kyle                                                                              |
| 12/13    | Enjaulado en                     |                  | Amanda & Zach    |                                                                                          | Amanda & Zach                                                                            |                                                                                          | Da'Vonne & Jozea                                                                         | Quitárselo de encima                                                                     |                                                                                          | Cory & Devin                                                                             |                                                                                          | Amanda & Zach                                                                            |
| 12/13    | Enjaulado en                     | Da'Vonne & Jozea | Amanda & Zach    |                                                                                          | Amanda & Zach                                                                            |                                                                                          | Da'Vonne & Jozea                                                                         | Quitárselo de encima                                                                     |                                                                                          | Cory & Devin                                                                             |                                                                                          |                                                                                          |
| 14/15    | Todo lo que sube tiene que bajar |                  | Bananas & Tony   |                                                                                          | Cara María & Marie                                                                       |                                                                                          | Nelson & Shane                                                                           | Encuéntrame a mitad de camino                                                            |                                                                                          | Nelson & Shane                                                                           |                                                                                          | Cara María & Marie                                                                       |
| 16/17    | Lista de resultados              |                  | Natalie & Paulie |                                                                                          | Bananas & Tony                                                                           |                                                                                          | Joss & Sylvia                                                                            | No me tropieces                                                                          |                                                                                          | Joss & Sylvia                                                                            |                                                                                          | Bananas & Tony                                                                           |
| 17       | Rodarán cabezas                  |                  | Natalie & Paulie | N/A                                                                                      | N/A                                                                                      | N/A                                                                                      | N/A                                                                                      | N/A                                                                                      | N/A                                                                                      | N/A                                                                                      |                                                                                          | Nelson & Shane                                                                           |
| 18       | Truenos rodantes                 |                  | Joss & Sylvia    | N/A                                                                                      | N/A                                                                                      | N/A                                                                                      | N/A                                                                                      | N/A                                                                                      | N/A                                                                                      | N/A                                                                                      |                                                                                          | Kam & Kayleigh                                                                           |
| 19       | Dolorosamente mal                |                  | Joss & Sylvia    |                                                                                          | Bananas & Tony                                                                           |                                                                                          | Natalie & Paulie                                                                         | Leche y galletas                                                                         |                                                                                          | Natalie & Paulie                                                                         |                                                                                          | Bananas & Tony                                                                           |
| 20       | Desafío Final                    |                  | Ashley & Hunter  | 2.º puesto: Joss & Sylvia; 3.er puesto: Natalie & Paulie; 4.º puesto: Cara María & Marie | 2.º puesto: Joss & Sylvia; 3.er puesto: Natalie & Paulie; 4.º puesto: Cara María & Marie | 2.º puesto: Joss & Sylvia; 3.er puesto: Natalie & Paulie; 4.º puesto: Cara María & Marie | 2.º puesto: Joss & Sylvia; 3.er puesto: Natalie & Paulie; 4.º puesto: Cara María & Marie | 2.º puesto: Joss & Sylvia; 3.er puesto: Natalie & Paulie; 4.º puesto: Cara María & Marie | 2.º puesto: Joss & Sylvia; 3.er puesto: Natalie & Paulie; 4.º puesto: Cara María & Marie | 2.º puesto: Joss & Sylvia; 3.er puesto: Natalie & Paulie; 4.º puesto: Cara María & Marie | 2.º puesto: Joss & Sylvia; 3.er puesto: Natalie & Paulie; 4.º puesto: Cara María & Marie | 2.º puesto: Joss & Sylvia; 3.er puesto: Natalie & Paulie; 4.º puesto: Cara María & Marie |

### Progreso del juego
| Equipos | Equipos            | Episode | Episode | Episode | Episode | Episode | Episode | Episode | Episode | Episode | Episode | Episode | Episode | Episode | Episode | Episode   | Episode | Episode |  |
| Equipos | Equipos            | 1       | 2/3     | 5       | 6/7     | 7/8     | 8/9     | 10/11   | 11/12   | 12/13   | 14/15   | 16/17   | 17      | 18      | 19      | Final     |         |         |  |
| ------- | ------------------ | ------- | ------- | ------- | ------- | ------- | ------- | ------- | ------- | ------- | ------- | ------- | ------- | ------- | ------- | --------- | ------- | ------- |  |
|         | Ashley & Hunter    | N/A     | N/A     | N/A     | N/A     | ARMA    | SEGUROS | GANAN   | SEGUROS | SEGUROS | SEGUROS | SEGUROS | SEGUROS | SEGUROS | SEGUROS | GANADORES |         |         |  |
|         | Joss & Sylvia      | SEGUROS | SEGUROS | SEGUROS | ARMA    | SEGUROS | SEGUROS | SEGUROS | SEGUROS | SEGUROS | SEGUROS | ARMA    | SEGUROS | GANAN   | GANAN   | SEGUNDOS  |         |         |  |
|         | Natalie & Paulie   | SEGUROS | ELIM    |         |         |         |         |         |         |         |         | GANAN   | GANAN   | SEGUROS | ARMA    | TERCEROS  |         |         |  |
|         | Cara Maria & Marie | SEGURAS | SEGURAS | SEGURAS | SEGURAS | SEGURAS | SEGURAS | SEGURAS | SEGURAS | SEGURAS | ELIM    | SEGURAS | SEGURAS | SEGURAS | SEGURAS | CUARTAS   |         |         |  |
|         | Bananas & Tony     | N/A     | SEGUROS | SEGUROS | SEGUROS | SEGUROS | SEGUROS | SEGUROS | GANAN   | SEGUROS | GANAN   | ELIM    |         | SEGUROS | ELIM    |           |         |         |  |
|         | Kam & Kayleigh     | N/A     | ARMA    | SEGURAS | SEGURAS | GANAN   | ARMA    | ELIM    |         |         |         |         |         | ELIM    |         |           |         |         |  |
|         | Shane & Nelson     | SEGUROS | SEGUROS | SEGUROS | SEGUROS | SEGUROS | SEGUROS | SEGUROS | ARMA    | SEGUROS | ARMA    | SEGUROS | ELIM    |         |         |           |         |         |  |
|         | Cory & Devin       | N/A     | N/A     | N/A     | N/A     | N/A     | N/A     | N/A     | N/A     | ARMA    | SEGUROS | DQ      |         |         |         |           |         |         |  |
|         | Jozea & Da'Vonne   | ELIM    |         | SEGUROS | SEGUROS | SEGUROS | ELIM    | SEGUROS | SEGUROS | ELIM    |         |         |         |         |         |           |         |         |  |
|         | Zach & Amanda      | GANAN   | SEGUROS | SEGUROS | GANAN   | SEGUROS | GANAN   | SEGUROS | SEGUROS | ELIM    |         |         |         |         |         |           |         |         |  |
|         | Brad & Kyle        | SEGUROS | GANAN   | GANAN   | SEGUROS | SEGUROS | SEGUROS | SEGUROS | ELIM    |         |         |         |         |         |         |           |         |         |  |
|         | Angela & Faith     | SEGURAS | SEGURAS | SEGURAS | SEGURAS | ELIM    |         |         |         |         |         |         |         |         |         |           |         |         |  |
|         | Derrick & Tori     | SEGUROS | SEGUROS | SEGUROS | ELIM    |         |         |         |         |         |         |         |         |         |         |           |         |         |  |
|         | CT & Veronica      | SEGUROS | SEGUROS | ELIM    |         |         |         |         |         |         |         |         |         |         |         |           |         |         |  |
|         | Kailah & Kayleigh  | DQ      |         |         |         |         |         |         |         |         |         |         |         |         |         |           |         |         |  |
|         | Melissa & Kam      | DQ      |         |         |         |         |         |         |         |         |         |         |         |         |         |           |         |         |  |
|         | Chuck & Britni     | ELIM    |         |         |         |         |         |         |         |         |         |         |         |         |         |           |         |         |  |
|         | Jemmye & Jenna     | ELIM    |         |         |         |         |         |         |         |         |         |         |         |         |         |           |         |         |  |

Leyenda
     El equipo ganó el desafío final.
     El equipo no ganó el desafío final y no recibió ningún dinero.
     El equipo ganó el desafío y fue inmune al Armagedón.
     El equipo ganó el desafío y una ventaja para el próximo desafío.
     El equipo no nominó al equipo que votó en el Armagedón y no fue elegible para ser elegido para el Armagedón.
     El equipo era elegible para ser elegido para el Armagedón, pero no fue seleccionado.
     El equipo ganó en el Armagedón.
     Los mercenarios ganaron Armageddon y entraron al juego.
     El equipo perdió en el Armagedón y fue eliminado.
     El equipo ganó el desafío, pero no pudo decidir su voto y fue enviado automáticamente al Armagedón, y perdió.
     El equipo fue eliminado en el sitio del desafío.
     El equipo fue descalificado de la competencia debido a la violencia física.
     Un competidor fue retirado de la competencia debido a una lesión, por lo que su compañero también fue eliminado.

## Equipos de Desafíos
| Equipo Azul | Equipo Azul        | Equipo Azul | Equipo Azul    |
|             | Ángela & Faith     |             | Amanda & Zach  |
|             | Bananas & Tony     |             | Brad & Kyle    |
|             | Cara María & Marie |             | Joss & Sylvia  |
|             | Da'Vonne & Jozea   |             | Kam & Kayleigh |
|             |                    |             | Nelson & Shane |

| Equipo Naranja | Equipo Naranja     | Equipo Amarillo | Equipo Amarillo  |
|                | Amanda & Zach      |                 | Bananas & Tony   |
|                | Ashley & Hunter    |                 | Da'Vonne & Jozea |
|                | Brad & Kyle        |                 | Joss & Sylvia    |
|                | Cara María & Marie |                 | Nelson & Shane   |
|                | Kam & Kayleigh     |                 |                  |

## Casa de Redención
|    | Jinetes del Apocalipsis | Jinetes del Apocalipsis | Jinetes del Apocalipsis | Jinetes del Apocalipsis | Equipos eliminados | Equipos eliminados | Juego del Apocalipsis | Resultados del Apocalipsis | Resultados del Apocalipsis | Resultados del Apocalipsis | Resultados del Apocalipsis |
| #  | Titular del XX          | Titular del XX          | Selección del Titular   | Selección del Titular   | Equipos eliminados | Equipos eliminados | Juego del Apocalipsis | Ganadores                  | Ganadores                  | Perdedores                 | Perdedores                 |
| -- | ----------------------- | ----------------------- | ----------------------- | ----------------------- | ------------------ | ------------------ | --------------------- | -------------------------- | -------------------------- | -------------------------- | -------------------------- |
| 4  |                         | Natalie & Paulie        |                         | Da'Vonne & Jozea        |                    | Britni & Chuck     | Bolas al muro         |                            | Da'Vonne & Jozea           |                            | Natalie & Paulie           |
| 4  | Jemmye & Jenna          | Natalie & Paulie        |                         | Da'Vonne & Jozea        |                    |                    | Bolas al muro         |                            | Da'Vonne & Jozea           |                            | Natalie & Paulie           |
| 10 |                         | Da'Vonne & Jozea        |                         | Natalie & Paulie        |                    | CT & Verónica      | Pirámides intrigantes |                            | Da'Vonne & Jozea           |                            | Natalie & Paulie           |
| 10 | Derrick & Tori          | Da'Vonne & Jozea        |                         | Natalie & Paulie        |                    |                    | Pirámides intrigantes |                            | Da'Vonne & Jozea           |                            | Natalie & Paulie           |
| 10 | Ángela & Faith          | Da'Vonne & Jozea        |                         | Natalie & Paulie        |                    |                    | Pirámides intrigantes |                            | Da'Vonne & Jozea           |                            | Natalie & Paulie           |
| 15 |                         | Kam & Kayleigh          |                         | Cara María & Marie      |                    | Da'Vonne & Jozea   | Ese es el boleto      |                            | Cara María & Marie         |                            | Kam & Kayleigh             |
| 15 |                         | Brad & Kyle             |                         | Natalie & Paulie        |                    | Da'Vonne & Jozea   | Ese es el boleto      | Natalie & Paulie           |                            | Brad & Kyle                |                            |
| 18 |                         | Brad & Kyle             |                         | Kam & Kayleigh          | N/A                | N/A                | Te tengo vinculado    |                            | Kam & Kayleigh             |                            | Brad & Kyle                |
| 18 | Rey del Anillo          | Brad & Kyle             |                         | Kam & Kayleigh          | N/A                | N/A                | Bananas & Tony        |                            | Nelson & Shane             |                            |                            |

### Progreso de la Casa de Redención
|  | Bananas & Tony     |         |         |         |         |           |         | SEGUROS | VUELVEN |  |  |  |  |  |  |  |  |  |  |  |
|  | Kam & Kayleigh     |         |         |         |         | XX        | PIERDEN | SEGURAS | VUELVEN |  |  |  |  |  |  |  |  |  |  |  |
|  | Nelson & Shane     |         |         |         |         |           |         | SEGUROS | ELIM    |  |  |  |  |  |  |  |  |  |  |  |
|  | Brad & Kyle        |         |         |         |         | XX        | PIERDEN | XX      | ELIM    |  |  |  |  |  |  |  |  |  |  |  |
|  | Natalie & Paulie   | XX      | PIERDEN | SEGUROS | PIERDEN | SEGUROS   | VUELVEN |         |         |  |  |  |  |  |  |  |  |  |  |  |
|  | Cara Maria & Marie |         |         |         |         | SEGUROS   | VUELVEN |         |         |  |  |  |  |  |  |  |  |  |  |  |
|  | Da’Vonne & Jozea   | SEGUROS | VUELVEN | XX      | VUELVEN | ELIM      |         |         |         |  |  |  |  |  |  |  |  |  |  |  |
|  | Amanda & Zach      |         |         |         |         | RETIRADOS |         |         |         |  |  |  |  |  |  |  |  |  |  |  |
|  | Angela & Faith     |         |         | ELIM    |         |           |         |         |         |  |  |  |  |  |  |  |  |  |  |  |
|  | Derrick & Tori     |         |         | ELIM    |         |           |         |         |         |  |  |  |  |  |  |  |  |  |  |  |
|  | CT & Veronica      |         |         | ELIM    |         |           |         |         |         |  |  |  |  |  |  |  |  |  |  |  |
|  | Britni & Chuck     | ELIM    |         |         |         |           |         |         |         |  |  |  |  |  |  |  |  |  |  |  |
|  | Jemmye & Jenna     | ELIM    |         |         |         |           |         |         |         |  |  |  |  |  |  |  |  |  |  |  |

Leyenda
     El equipo ganó la eliminación de la Redención y regresó al juego principal.
     El equipo sacó la carta XX y eligió a su oponente para el Apocalipsis.
     El equipo fue seleccionado por el XX Holder y compitió en el Apocalipsis.
     El equipo perdió la eliminación de la Redención y permaneció en la Casa de la Redención.
     El equipo perdió la competencia de Redención y fue eliminado permanentemente de la competencia.
     El equipo no fue elegido en la Doble Cruz y fue eliminado permanentemente de la competencia.
     Un competidor fue retirado de la competencia debido a una lesión, por lo que su compañero también fue eliminado.

## Progreso de Votación
| Votado para el Armageddon | Da'Vonne & Jozea 1 voto para eliminar | Natalie & Paulie 5 de 12 votos | Derrick & Tori 3 de 11 votos | Angela & Faith 3 de 10 votos | Empate             | Da'Vonne & Jozea 1 de 1 voto | Empate           | Nelson & Shane 1 de 1 voto | Amanda & Zach enviados automáticamente | Cara Maria & Marie 4 de 7 votos | Bananas & Tony 3 de 7 votos | Bananas & Tony 3 de 6 votos  |  |  |  |  |  |  |  |
| Elegido                   | Da'Vonne & Jozea 1 voto para eliminar | Kam & Kayleigh 1 de 1 voto     | Joss & Sylvia 1 de 1 voto    | Ninguno                      | Empate             | Kam & Kayleigh 1 de 1 voto   | Empate           | Brad & Kyle 1 de 1 voto    | Da'Vonne & Jozea 1 de 1 voto           | Nelson & Shane 1 de 1 voto      | Joss & Sylvia 1 de 1 voto   | Natalie & Paulie 1 de 1 voto |  |  |  |  |  |  |  |
| Equipo                    | Episodio                              | Episodio                       | Episodio                     | Episodio                     | Episodio           | Episodio                     | Episodio         | Episodio                   | Episodio                               | Episodio                        | Episodio                    | Episodio                     |  |  |  |  |  |  |  |
| Equipo                    | 1                                     | 2/3                            | 6/7                          | 7/8                          | 8/9                | 8/9                          | 11/12            | 11/12                      | 12/13                                  | 14                              | 17                          | 19                           |  |  |  |  |  |  |  |
| Ashley & Hunter           | N/A                                   | N/A                            | N/A                          | N/A                          | Kam & Kayleigh     |                              | Da'Vonne & Jozea |                            | Bananas & Tony                         | Cara María & Marie              | Bananas & Tony              | Cara María & Marie           |  |  |  |  |  |  |  |
| Joss & Sylvia             |                                       | Natalie & Paulie               | Derrick & Tori               | Brad & Kyle                  | Brad & Kyle        |                              | Da'Vonne & Jozea |                            | Bananas & Tony                         | Cara María & Marie              | Bananas & Tony              | Bananas & Tony               |  |  |  |  |  |  |  |
| Natalie & Paulie          |                                       | Joss & Sylvia                  |                              |                              |                    |                              |                  |                            |                                        |                                 | Joss & Sylvia               | Bananas & Tony               |  |  |  |  |  |  |  |
| Cara María & Marie        |                                       | Ángela & Faith                 | Brad & Kyle                  | Nelson & Shane               | Nelson & Shane     |                              | Joss & Sylvia    |                            | Ashley & Hunter                        | Desconocido                     | Nelson & Shane              | Natalie & Paulie             |  |  |  |  |  |  |  |
| Bananas & Tony            | N/A                                   | Nelson & Shane                 | Desconocido                  | Amanda & Zach                | Kam & Kayleigh     |                              | Nelson & Shane   | Nelson & Shane             | Ashley & Hunter                        | Ashley & Hunter                 | Ashley & Hunter             | Ashley & Hunter              |  |  |  |  |  |  |  |
| Kam & Kayleigh            | N/A                                   | Natalie & Paulie               | Desconocido                  | Angela & Faith               | Ashley & Hunter    |                              |                  |                            |                                        |                                 |                             |                              |  |  |  |  |  |  |  |
| Nelson & Shane            |                                       | Ángela & Faith                 | Ángela & Faith               | Cara María & Marie           | Cara María & Marie |                              | Desconocido      |                            | Bananas & Tony                         | Cara María & Marie              | Bananas & Tony              |                              |  |  |  |  |  |  |  |
| Cory & Devin              |                                       |                                |                              |                              |                    |                              |                  |                            |                                        | Cara María & Marie              |                             |                              |  |  |  |  |  |  |  |
| Da'Vonne & Jozea          |                                       |                                | Kam & Kayleigh               | Ángela & Faith               | Joss & Sylvia      |                              | Amanda & Zach    |                            | Ashley & Hunter                        |                                 |                             |                              |  |  |  |  |  |  |  |
| Amanda & Zach             | Da'Vonne & Jozea                      | Natalie & Paulie               | Da'Vonne & Jozea             | Bananas & Tony               | Da'Vonne & Jozea   | Da'Vonne & Jozea             | Brad & Kyle      |                            | Da'Vonne & Jozea                       |                                 |                             |                              |  |  |  |  |  |  |  |
| Brad & Kyle               |                                       | Natalie & Paulie               | Derrick & Tori               | Joss & Sylvia                | Joss & Sylvia      |                              | Amanda & Zach    |                            |                                        |                                 |                             |                              |  |  |  |  |  |  |  |
| Ángela & Faith            |                                       | Nelson & Shane                 | Derrick & Tori               | Da'Vonne & Jozea             |                    |                              |                  |                            |                                        |                                 |                             |                              |  |  |  |  |  |  |  |
| Derrick & Tori            |                                       | Ángela & Faith                 | Ángela & Faith               |                              |                    |                              |                  |                            |                                        |                                 |                             |                              |  |  |  |  |  |  |  |
| CT & Verónica             |                                       | Ángela & Faith                 |                              |                              |                    |                              |                  |                            |                                        |                                 |                             |                              |  |  |  |  |  |  |  |
| Kailah                    |                                       |                                |                              |                              |                    |                              |                  |                            |                                        |                                 |                             |                              |  |  |  |  |  |  |  |
| Melissa                   |                                       |                                |                              |                              |                    |                              |                  |                            |                                        |                                 |                             |                              |  |  |  |  |  |  |  |
| Britni & Chuck            |                                       |                                |                              |                              |                    |                              |                  |                            |                                        |                                 |                             |                              |  |  |  |  |  |  |  |
| Jemmye & Jenna            |                                       |                                |                              |                              |                    |                              |                  |                            |                                        |                                 |                             |                              |  |  |  |  |  |  |  |

- Negrita indica que el ganador del desafío de esa semana gana el voto de poder, por lo que su voto contra un equipo cuenta dos veces.

## Episodios
| N.º (total) | N.º (temp.) | Título                                | Estreno original         | Audiencia en Estados Unidos (en millones) |
| ----------- | ----------- | ------------------------------------- | ------------------------ | ----------------------------------------- |
| 403         | 1           | «Seis metros debajo»                  | 10 de julio de 2018      | 0.84                                      |
| 404         | 2           | «Los jóvenes y los sinvergüenzas»     | 17 de julio de 2018      | 0.82                                      |
| 405         | 3           | «Loca exnovia»                        | 24 de julio de 2018      | 0.85                                      |
| 406         | 4           | «El asunto»                           | 31 de julio de 2018      | 0.73                                      |
| 407         | 5           | «Rompiendo a Brad»                    | 7 de agosto de 2018      | 0.73                                      |
| 408         | 6           | «Una serie de eventos desafortunados» | 14 de agosto de 2018     | 0.75                                      |
| 409         | 7           | «Grandes pequeñas mentiras»           | 21 de agosto de 2018     | 0.75                                      |
| 410         | 8           | «Shaneless»                           | 28 de agosto de 2018     | 0.75                                      |
| 411         | 9           | «Dolores agudos»                      | 4 de septiembre de 2018  | 0.76                                      |
| 412         | 10          | «Castillos de naipes en la redención» | 11 de septiembre de 2018 | 0.72                                      |
| 413         | 11          | «Eres lo peor»                        | 18 de septiembre de 2018 | 0.81                                      |
| 414         | 12          | «Días infelices»                      | 25 de septiembre de 2018 | 0.71                                      |
| 415         | 13          | «La gente contra Johnny Bananas»      | 2 de octubre de 2018     | 0.63                                      |
| 416         | 14          | «La lavanda es el nuevo negro»        | 9 de octubre de 2018     | 0.75                                      |
| 417         | 15          | «Rueda de la fortuna»                 | 16 de octubre de 2018    | 0.62                                      |
| 418         | 16          | «Los restos»                          | 23 de octubre de 2018    | 0.76                                      |
| 419         | 17          | «Escándalos»                          | 30 de octubre de 2018    | 0.79                                      |
| 420         | 18          | «Siempre está soleado en Sudáfrica»   | 6 de noviembre de 2018   | 0.67                                      |
| 421         | 19          | «Los muertos vivientes»               | 13 de noviembre de 2018  | 0.83                                      |
| 422         | 20          | «¿Quién quiere ser millonario?»       | 20 de noviembre de 2018  | 0.74                                      |

### Reunión Especial
El especial de reunión de dos partes se transmitió el 27 de noviembre y el 4 de diciembre de 2018, y fue presentado por la luchadora profesional de la WWE, Dolph Ziggler. Los miembros del reparto (incluidos Britni, Kayleigh y Kyle vía satélite) asistieron a los Estudios MTV en Nueva York.

## Después de Filmar

### Desafíos Siguientes
| Novato           | Desafíos Siguientes                                | Desafíos Ganados | Dinero Ganado |
| ---------------- | -------------------------------------------------- | ---------------- | ------------- |
| Angela Babicz    | –                                                  | –                | $0            |
| Chuck Mowery     | –                                                  | –                | $0            |
| Da'Vonne Rogers  | La Guerra de los Mundos                            | –                | $0            |
| Faith Stowers    | La Guerra de los Mundos 2                          | –                | $0            |
| Jozea Flores     | –                                                  | –                | $0            |
| Jozea Flores     | Campeones vs. Estrellas 2                          | –                | $0            |
| Paulie Calafiore | La Guerra de los Mundos, La Guerra de los Mundos 2 | –                | $0            |

En negrita indica que el concursante fue finalista en esa temporada.